# Gordon Pirie

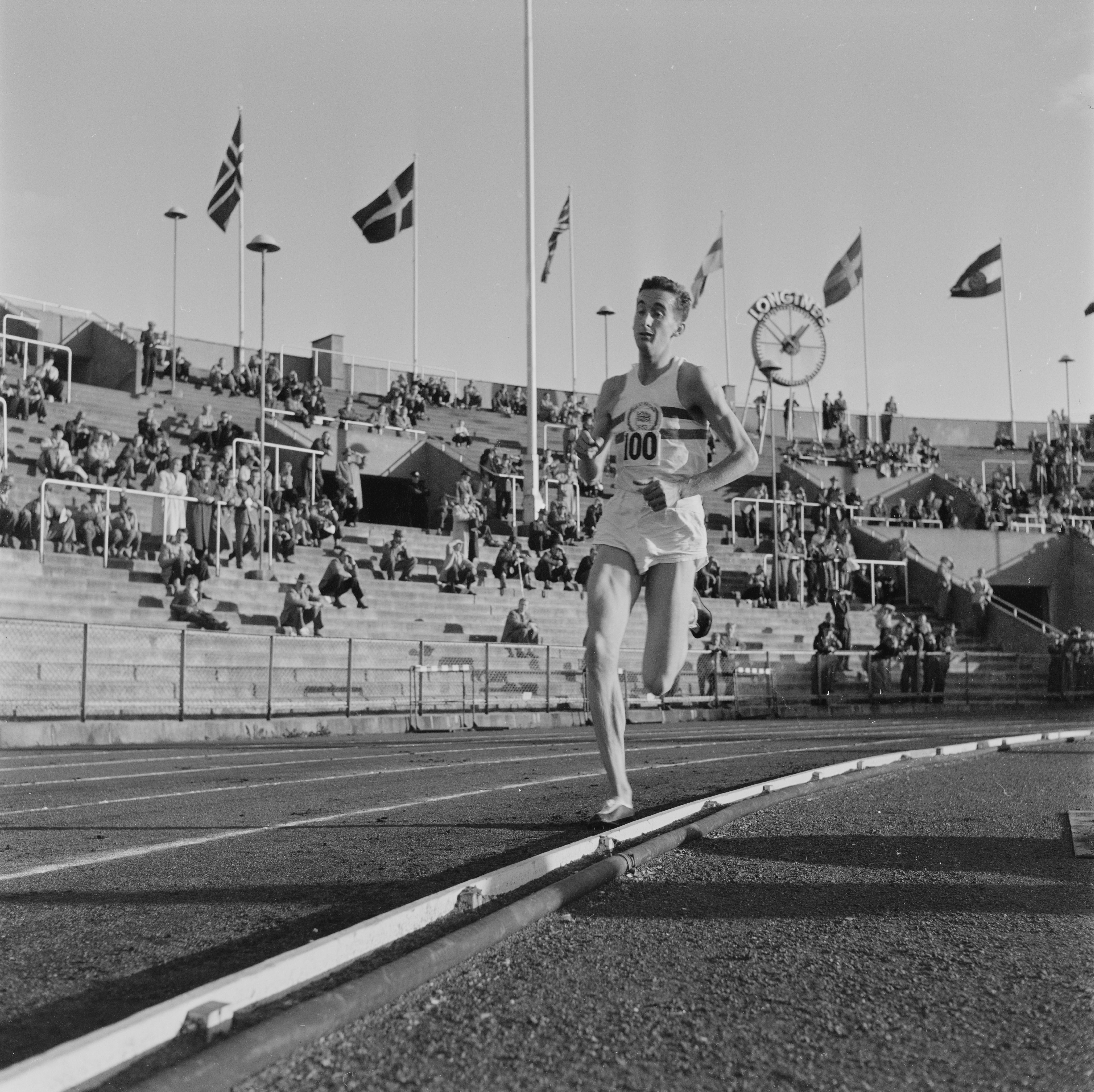
Gordon Pirie

Douglas Alastair Gordon Pirie (* 10. Februar 1931 in Leeds; † 7. Dezember 1991 in Lymington) war ein britischer Leichtathlet, der in den 1950er Jahren als Langstreckenläufer erfolgreich war. In seiner zehn Jahre dauernden Karriere lief er mehrfach Weltrekord und gewann bei internationalen Veranstaltungen zwei Medaillen. 1955 wurde er zur BBC Sports Personality of the Year, zum Sportler des Jahres in Großbritannien, gewählt.

## Leben
Seine Laufbahn begann im Jahr 1951, als er seinen ersten AAA-Meistertitel über 6 Meilen in der britischen Rekordzeit von 29:32,0 Minuten gewann.
Seine Erfolgsjahre waren die Jahre 1953 und 1956.
- 1953: Gordon Pirie wird britischer Meister im Crosslauf sowie über 3 und 6 Meilen. Er läuft britischen Rekord über 10.000 m in 29:17,2 Minuten sowie über 5000 m in 14:02,6 Minuten. Außerdem ist er dritter Läufer der britischen 4 × 1500-m-Staffel, die mit 15:27,2 Minuten einen neuen Weltrekord aufstellt.
- 1956: Gordon Pirie läuft drei Weltrekorde. Bei seinem Weltrekord über 5000 m schlägt er im norwegischen Bergen den späteren Olympiasieger Wladimir Kuz. Anschließend verbessert er zweimal den Weltrekord über die nichtolympische 3000-m-Distanz.

Gordon Pirie nahm dreimal an Olympischen Spielen teil. Über 5000 Meter wurde er 1952 in Helsinki mit rund zehn Sekunden Rückstand auf den Deutschen Herbert Schade Vierter. Vier Jahre später  in Melbourne gewann er Silber hinter Wladimir Kuz, dem damit die Revanche für Bergen gelang. 1960 in Rom musste Gordon Pirie jedoch die größte Pleite seiner sportlichen Laufbahn hinnehmen: Über 5000 Meter kam er nicht in den Endlauf, und über 10.000 Meter wurde er lediglich Zehnter. Seine Leistungen galten als ein Paradebeispiel für nicht gelungene Periodisierung des sportlichen Training. Er trainierte konsequent nach Woldemar Gerschler mit einer Vielzahl von Wiederholungen im Intervalltraining Freiburger Prägung.
Bei den Europameisterschaften 1958 in Stockholm errang er hinter Zdzisław Krzyszkowiak (in Weltrekordzeit) und Kazimierz Zimny (beide Polen) die Bronzemedaille. Weniger Glück hatte er bei den Commonwealth-Spielen im gleichen Jahr in Cardiff, als er über 1 und 3 Meilen jeweils Vierter wurde.
Seinen letzten Meistertitel holte er sich 1961 über 3 Meilen. Im gleichen Jahr lief er mit 13:16,4 Minuten über 3 Meilen den letzten seiner britischen Landesrekorde. 1967 gewann er noch die ersten britischen Meisterschaften im Orientierungslauf, 1968 konnte er den Titel verteidigen. Er startete auch bei den ersten beiden Weltmeisterschaften 1966 in Finnland und 1968 in Schweden und belegte dabei den 46. bzw. 28. Platz.
Gordon Pirie war Angestellter der Lloyds Bank in London. Er verfasste zwei autobiografische Werke. Er starb im Alter von nur 60 Jahren an Krebs und hinterließ zwei Töchter.
Er war 1,88 m groß und wog 65 kg.

## Leistungen
- Olympische Spiele 1952 in Helsinki:
  - 5000 m: Vierter in 14:18,0 min
  - 10.000 m: Siebter in 30:09,5 min
- Olympische Spiele 1956 in Melbourne:
  - 5000 m: SILBER in 13:50,6 min hinter Wladimir Kuz (UdSSR) in 13:39,6 min und vor seinem Landsmann Derek Ibbotson in 13:54,4 min
  - 10.000 m: Achter in 29:49,6 min
- Europameisterschaften 1958 in Stockholm:
  - 5000 m: BRONZE in 14:01,6 min hinter den beiden Polen Zdzisław Krzyszkowiak in 13:53,4 min und Kazimierz Zimny in 13:55,2 min
- Commonwealth-Spiele 1958 in Cardiff:
  - 1 Meile: Vierter in 4:04,1 min
  - 3 Meilen: Vierter in 13:29,6 min
- AAA-Meisterschaften:
  - 1951: 6 Meilen in 29:32,0 min
  - 1952: 6 Meilen in 28:55,6 min
  - 1953: 6 Meilen in 28:19,4 min und 3 Meilen in 13:43,4 min
  - 1960: 6 Meilen in 28:09,6 min
  - 1961: 3 Meilen in 13:31,10 min
- Weltrekorde
  - 6 Meilen in 28:19,4 min am 10. Juli 1953 in London
  - 4 × 1500 m in 15:27,2 min (Pirie als 3. Läufer) am 3. August 1953 in London
  - 5000 m in 13:36,8 min am 19. Juni 1956 in Bergen
  - 3000 m in 7:55,6 min am 22. Juni 1956 in Trondheim
  - 3000 m in 7:52,8 min am 4. September 1956 in Malmö. Dieser Rekord wurde erst sechs Jahre später von dem Franzosen Michel Jazy auf 7:49,4 min verbessert.